# Xerocomellus rubellus
Xerocomellus rubellus (Julius Vincenz von Krombholz, 1836 ex Josef Šutara, 2008), sau actual Hortiboletus rubellus (Julius Vincenz von Krombholz, 1836 ex Simonini, Vizzini & Gelardi, 2015), sin. Boletus rubellus (Julius Vincenz von Krombholz, 1836),  Xerocomus rubellus (Lucien Quélet, 1896), cunoscut în popor sub numele burete de stejar respectiv bureți de stejar, este o specie de ciuperci comestibile din încrengătura Basidiomycota în familia Boletaceae și de genul Xerocomellus. Acest burete coabitează, fiind un simbiont micoriza (formează micorize pe rădăcinile de arbori). În România, Basarabia și Bucovina de Nord se dezvoltă aproape mereu în grupuri și șiruri, în păduri de foioase prin luminișuri ierboase pe lângă stejari, câteodată și tei, chiar și în parcuri, începând în iunie până în octombrie (noiembrie).

## Descriere

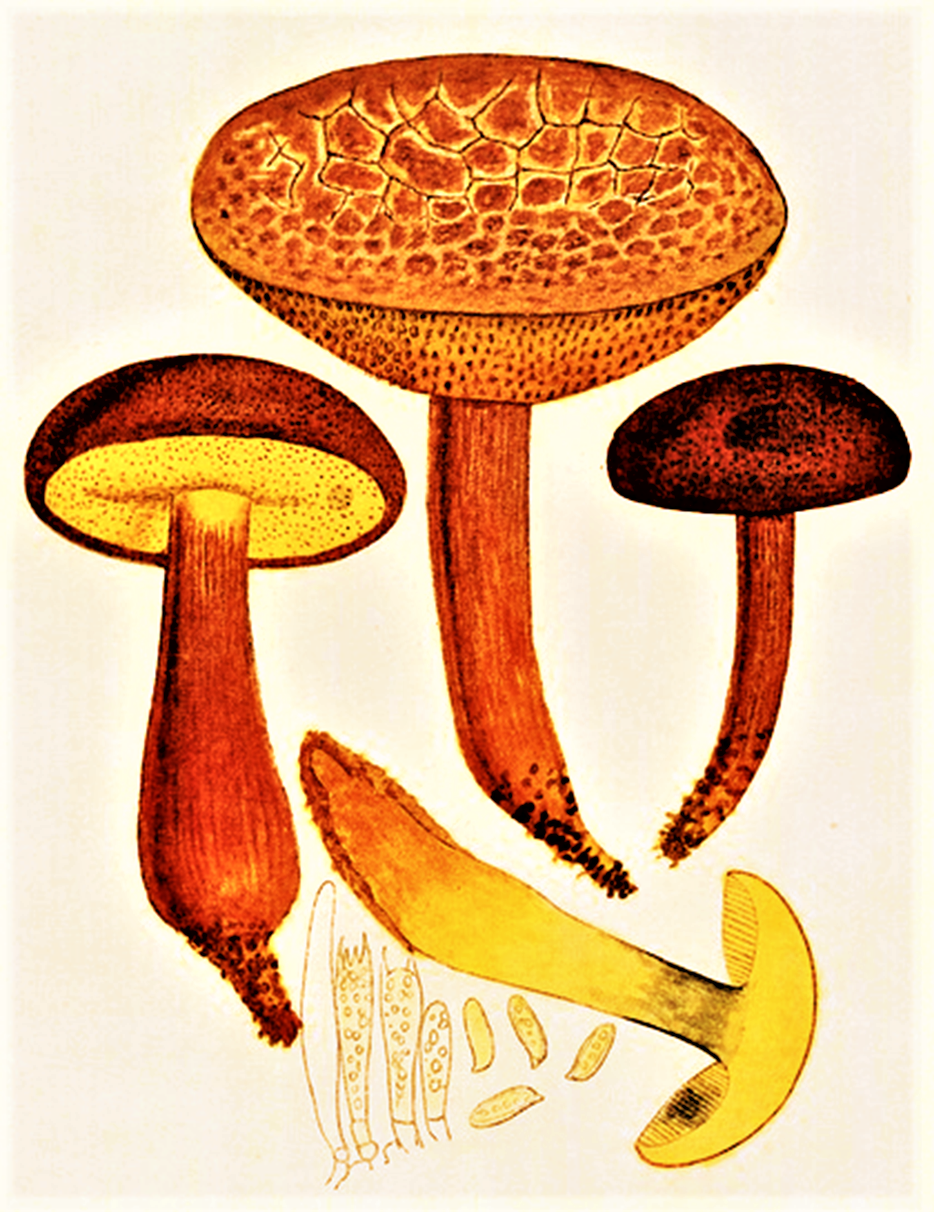
Bres.: Boletus rubellus

- Pălăria: are un diametru de 5-10 cm, este destul de cărnoasă, inițial semisferică cu bordură răsfrântă în jos, apoi convexă, la bătrânețe plană cu marginea ondulată și răsfrântă în sus. Cuticula este în tinerețe catifelată și nelucioasă, în vârstă adesea unsuroasă, pe vreme uscată deseori crăpată, coloritul de obicei de un roșu ca căpșunii până roșu ca zmeura, decolorând cu avansarea în maturitate spre slab gri-maroniu sau slab ocru.
- Tuburile și porii: sporiferele sunt relativ lungi, aderente la picior, devenind cu vârsta bombate, la început lucios galben-aurii, apoi de un verzui-măsliniu. Porii de aceiași culoare sunt destul de largi și neregulat unghiulari care o schimbă la leziune în albăstrui sau albastru-verzui.
- Piciorul: are o înălțime de 5-10 (12) cm și o lățime de 0,8-1,8 cm, este cilindric, deseori curbat, subțiat la bază, plin, cu fond galben care este acoperit de mici pete sau dungi roșii longitudinale. La atingere, tija se decolorează slab albastru.
- Carnea: este în pălărie cărnoasă, inițial tare, dar repede moale, cea a piciorului fiind mai dură, coloritul fiind albicios până alb-gălbui. În cazul tăierii se colorează ușor gri-albăstrui. Mirosul este fructuos, gustul fiind plăcut, ușor acrișor.
- Caracteristici microscopice: are spori elipsoidali-fuziformi cu o mărime de 7,5-13 (17) x 3,5-6 microni. Pulberea lor este deschis măslinie.[4][5]
- Reacții chimice: Cuticula și coaja piciorului se colorează cu acid sulfuric mai intensiv roșu, decolorând după scurt timp, iar tuburile, porii și carnea portocaliu, cuticula cuanilină roșu, cu Clorură de fier (III) negru-măsliniu, toată ciuperca cu Hidroxid de potasiu maroniu, carnea cu sulfat de fier ușor gri-verzui și cu tinctură de Guaiacum de asemenea.[6]

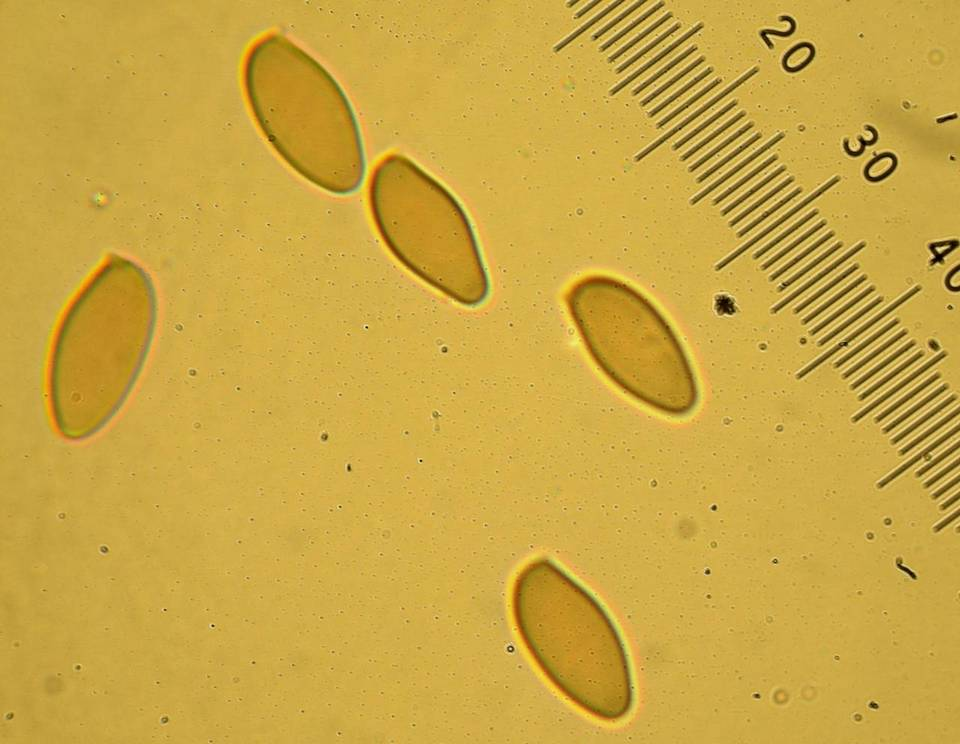
X. rubellus, spori
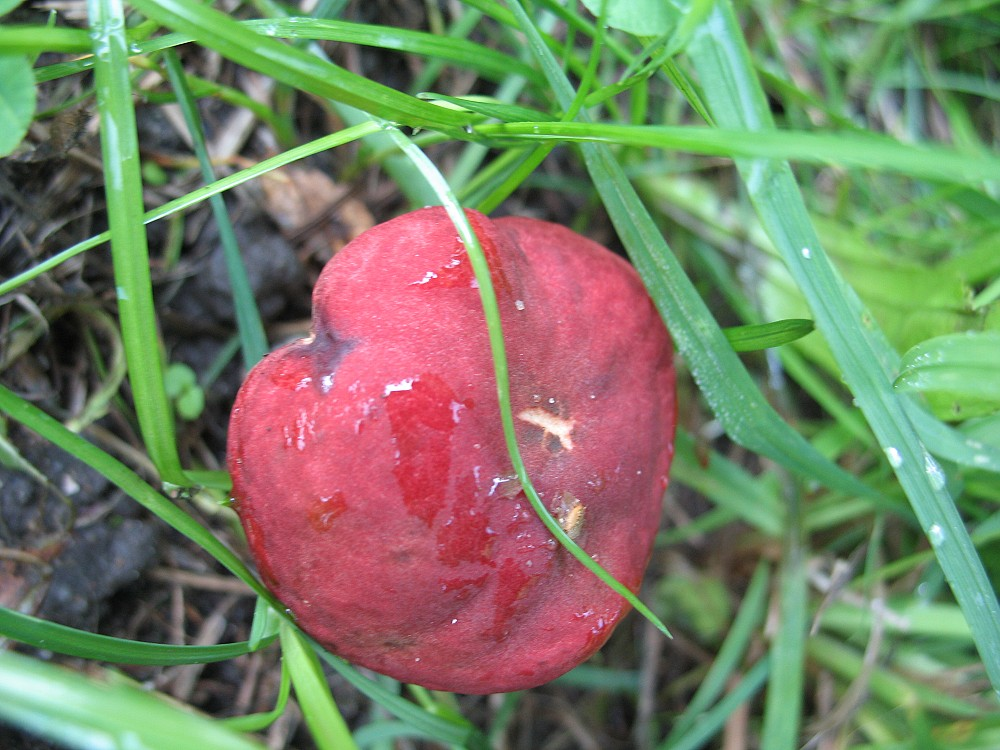
X. rubellus, pălărie
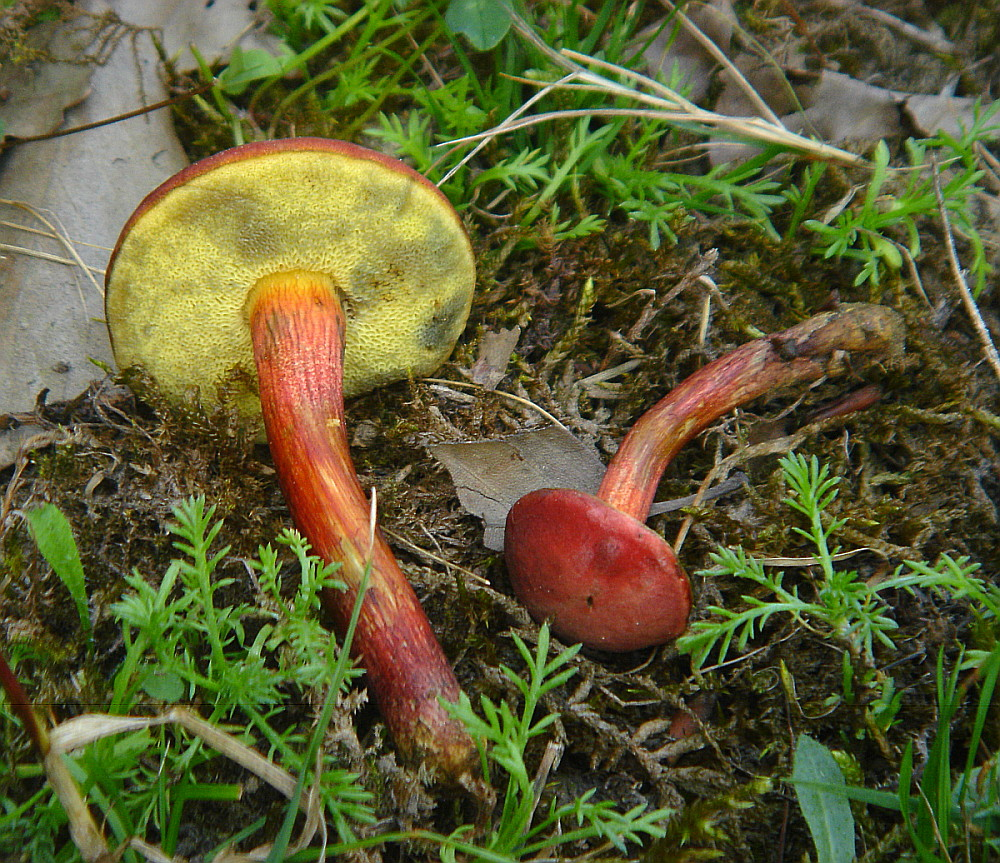
X. rubellus, tuburi și lamele
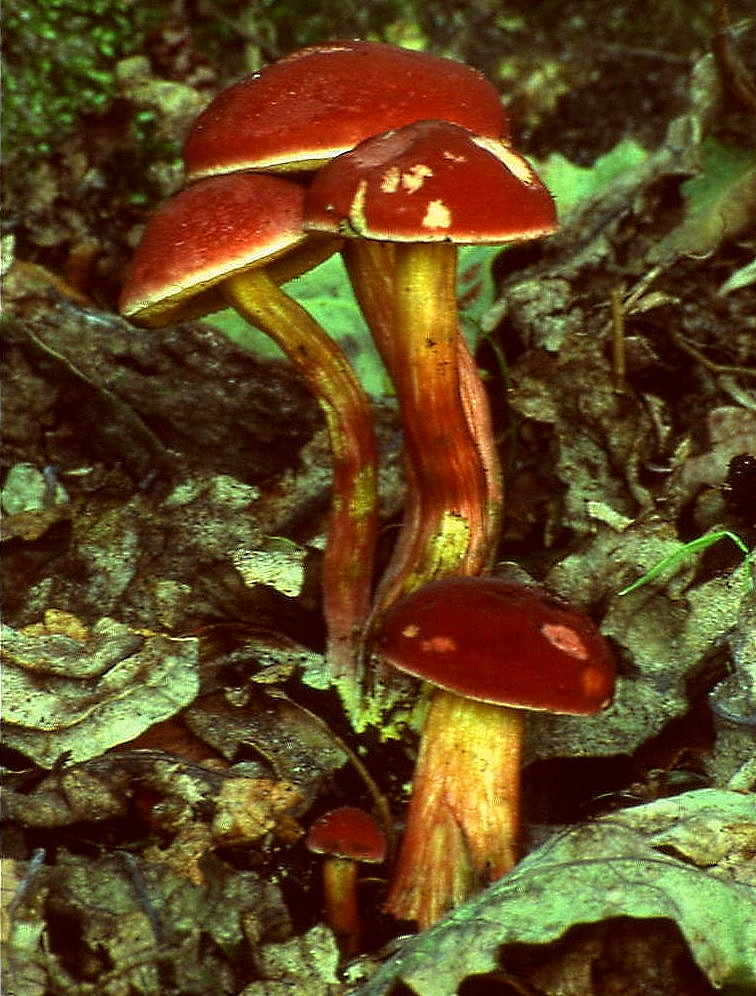
X. rubellus tineri
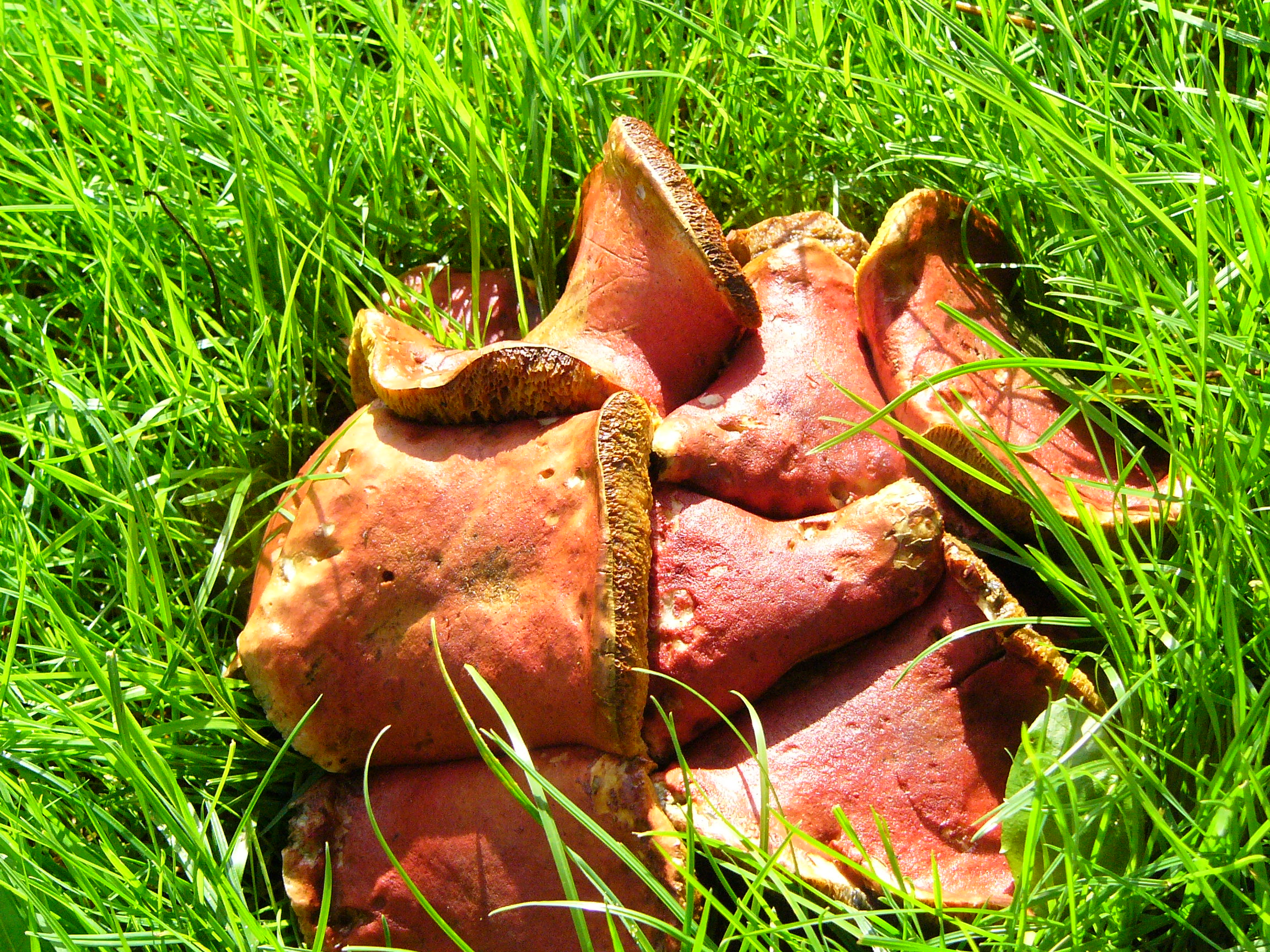
X. rubellus bătrâni

## Confuzii
Buretele poate fi confundat numai cu specii comestibile, de exemplu cu: Aureoboletus moravicus sin. Xerocomus moravicus, Boletus badius sin. Imleria badia, Boletus ferrugineus sin. Xerocomus ferrugineus, Boletus subtomentosus, Chalciporus piperatus, sin. Boletus piperatus, Gyrodon lividus, Gyroporus castaneus, Leccinellum crocipodium sin. Leccinum crocipodium (comestibil), Pseudoboletus parasiticus, Suillus bovinus, Suillus cavipes, Suillus granulatus, Xerocomellus chrysenteron, Xerocomellus porosporus sin. Boletus porosporus, Xerocomus porosporus, Xerocomellus pruinatus sin. Boletus pruinatus, Xerocomus pruinatus (comestibil), sau Xerocomellus zelleri sin. Boletus zelleri.

## Specii asemănătoare

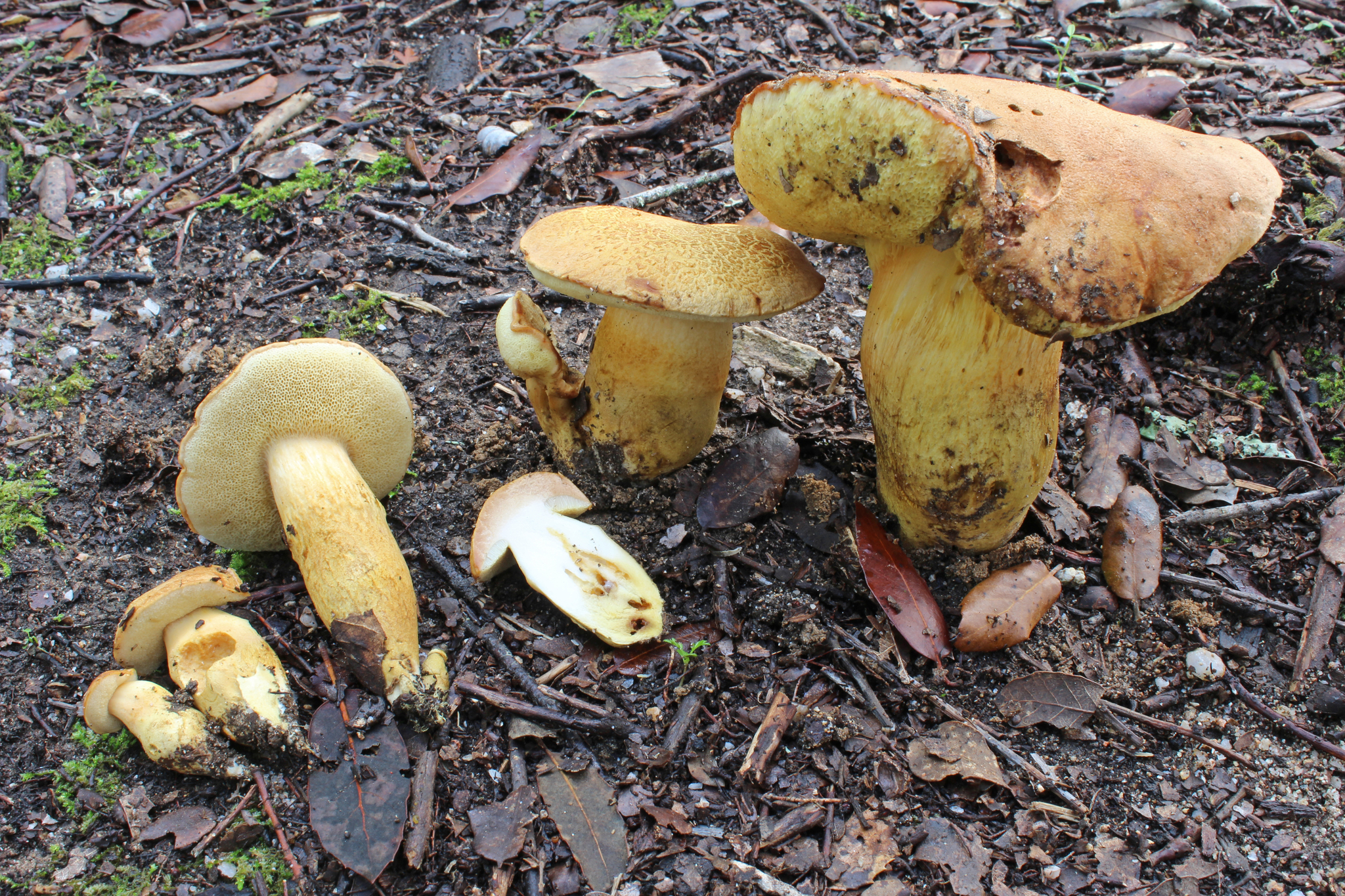
Aureoboletus moravicus sin. Xerocomus moravicus
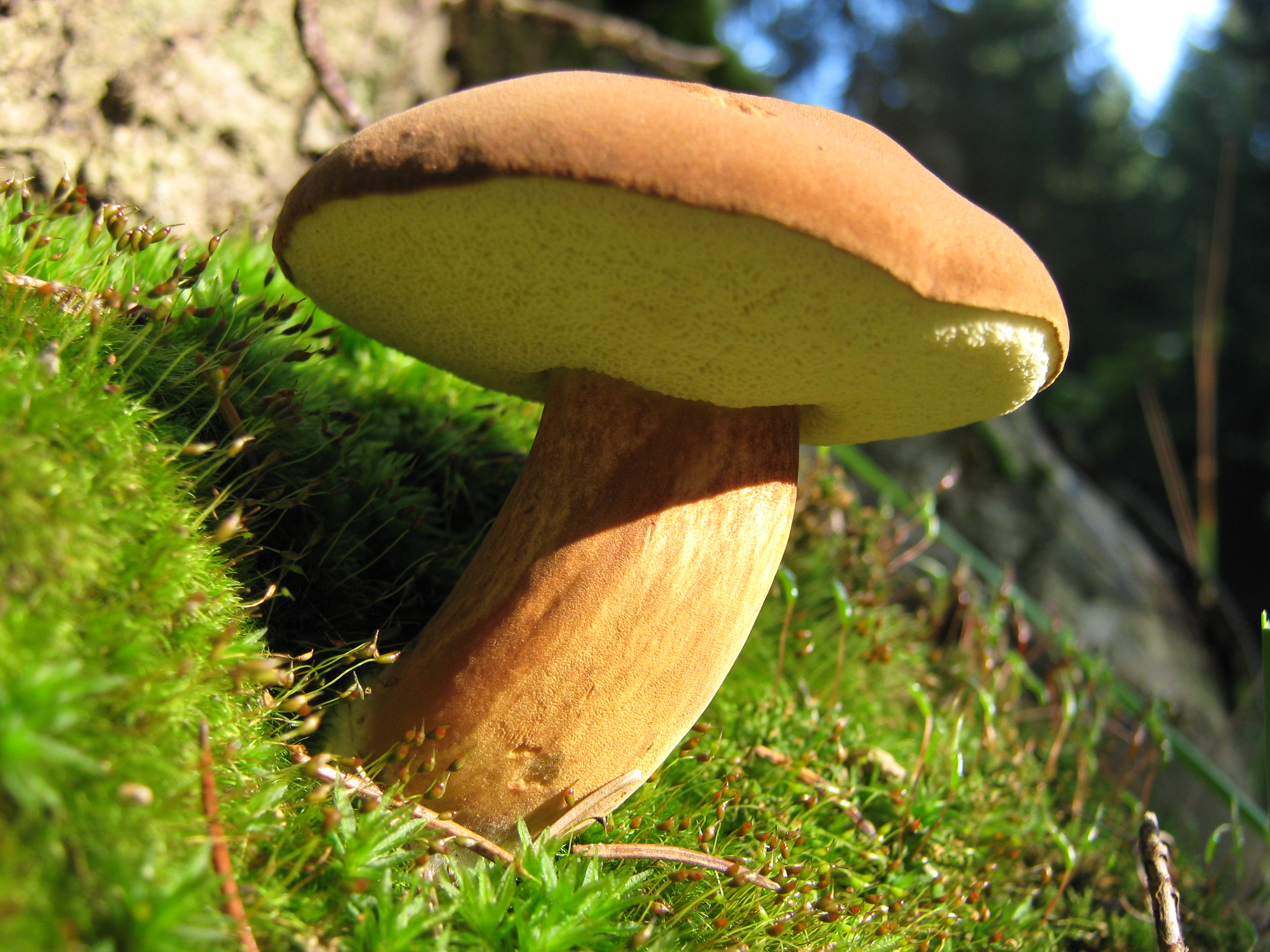
Boletus badius
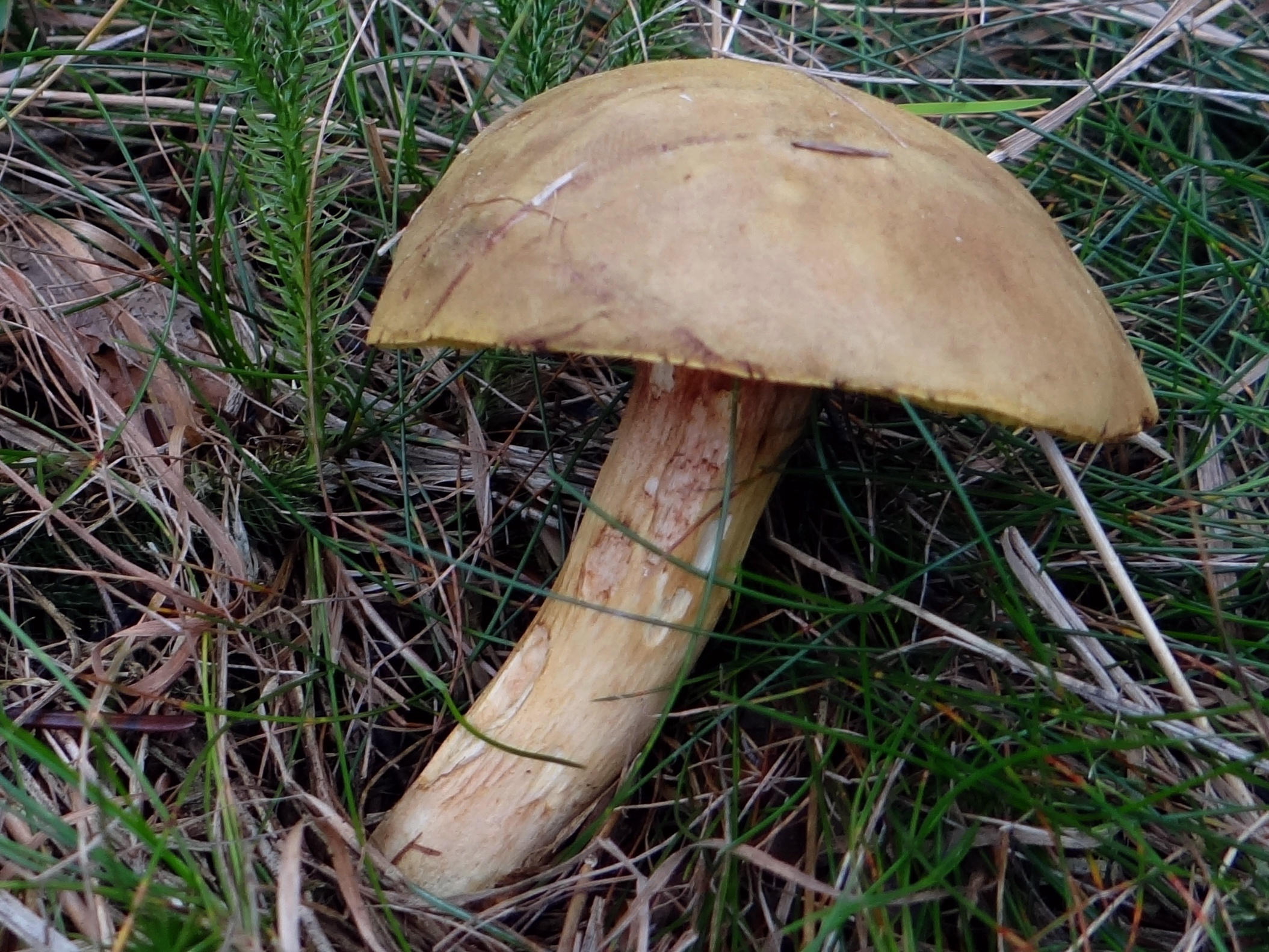
Boletus ferrugineus
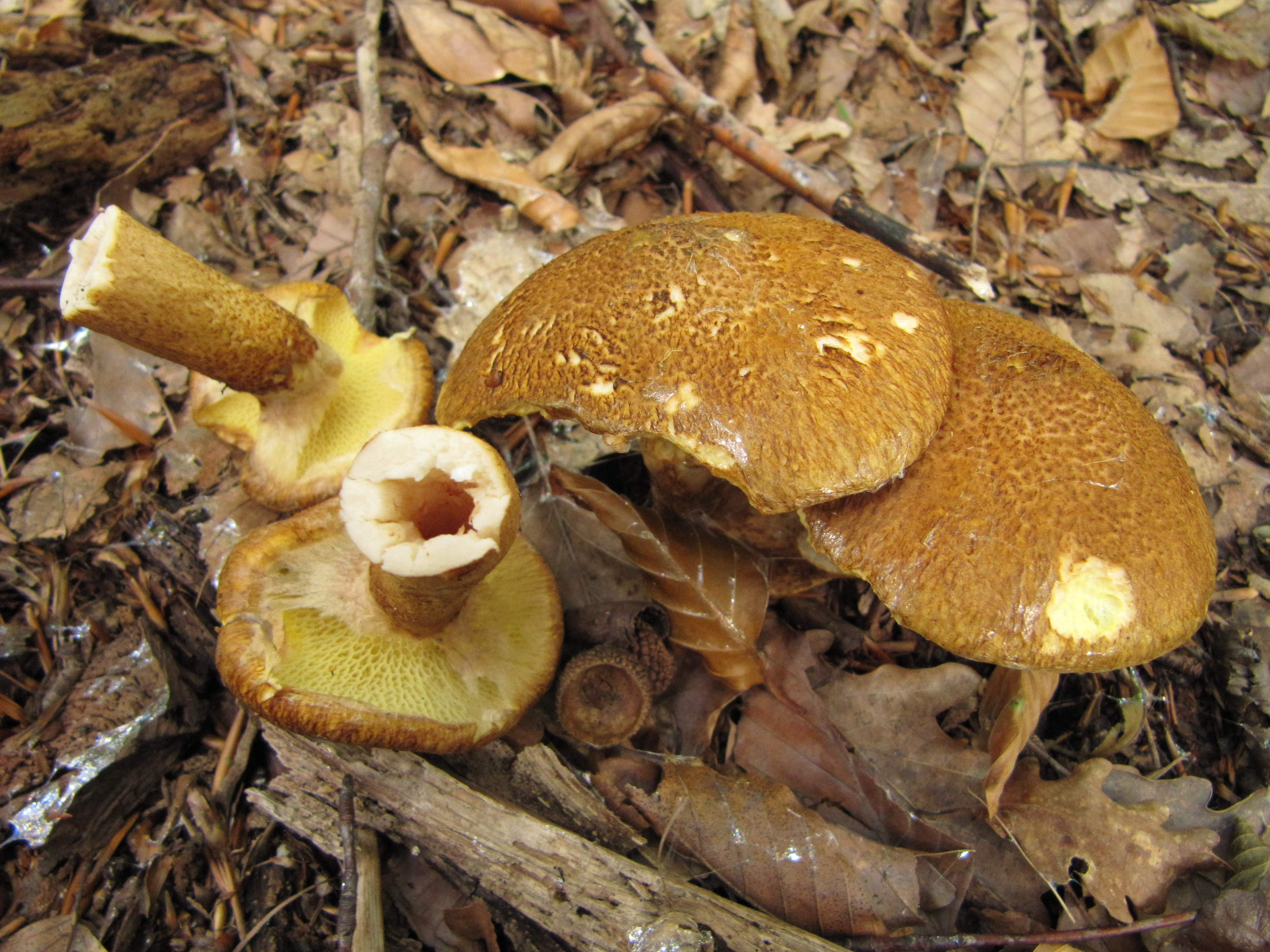
Boletus cavipes
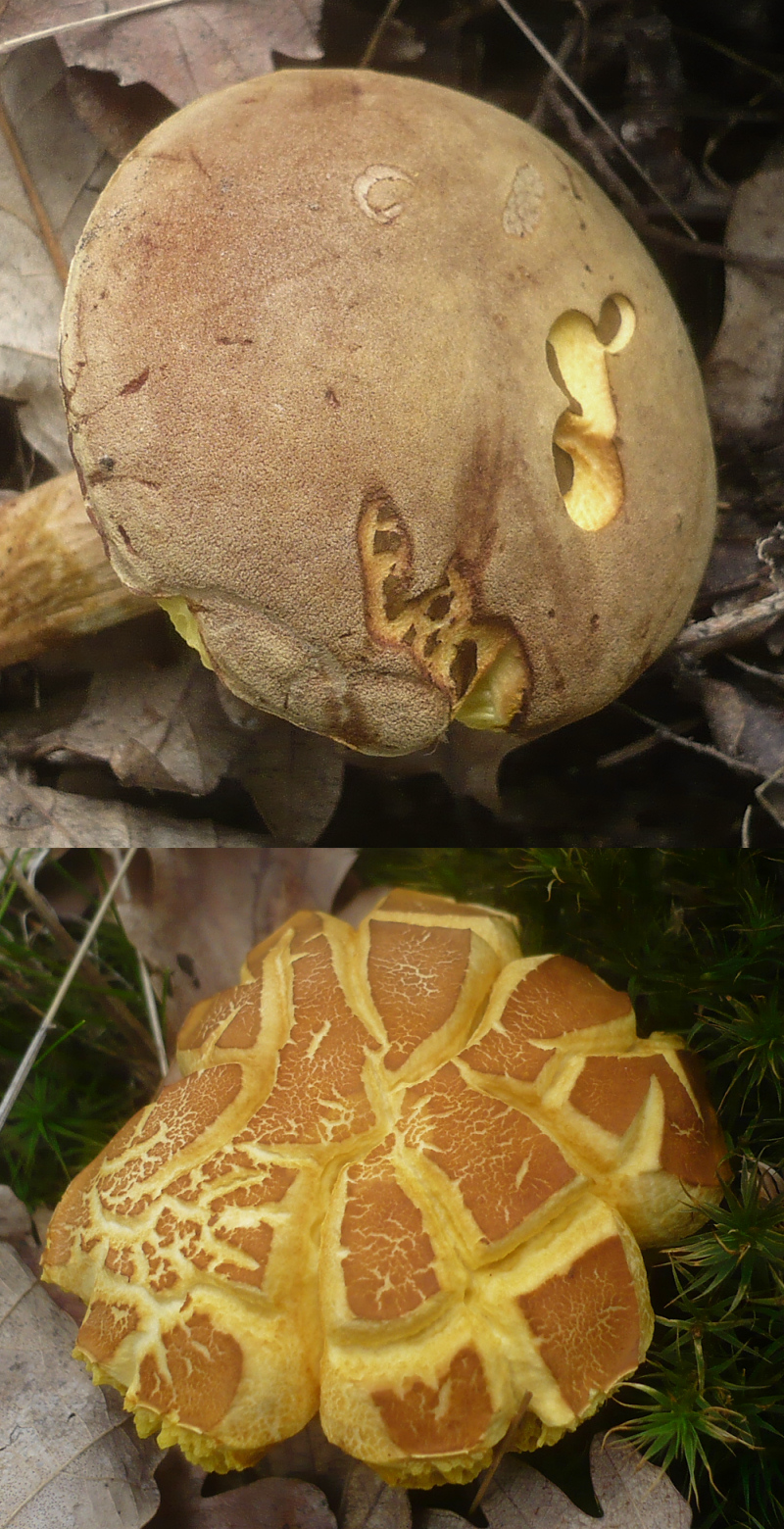
Boletus subtomentosus
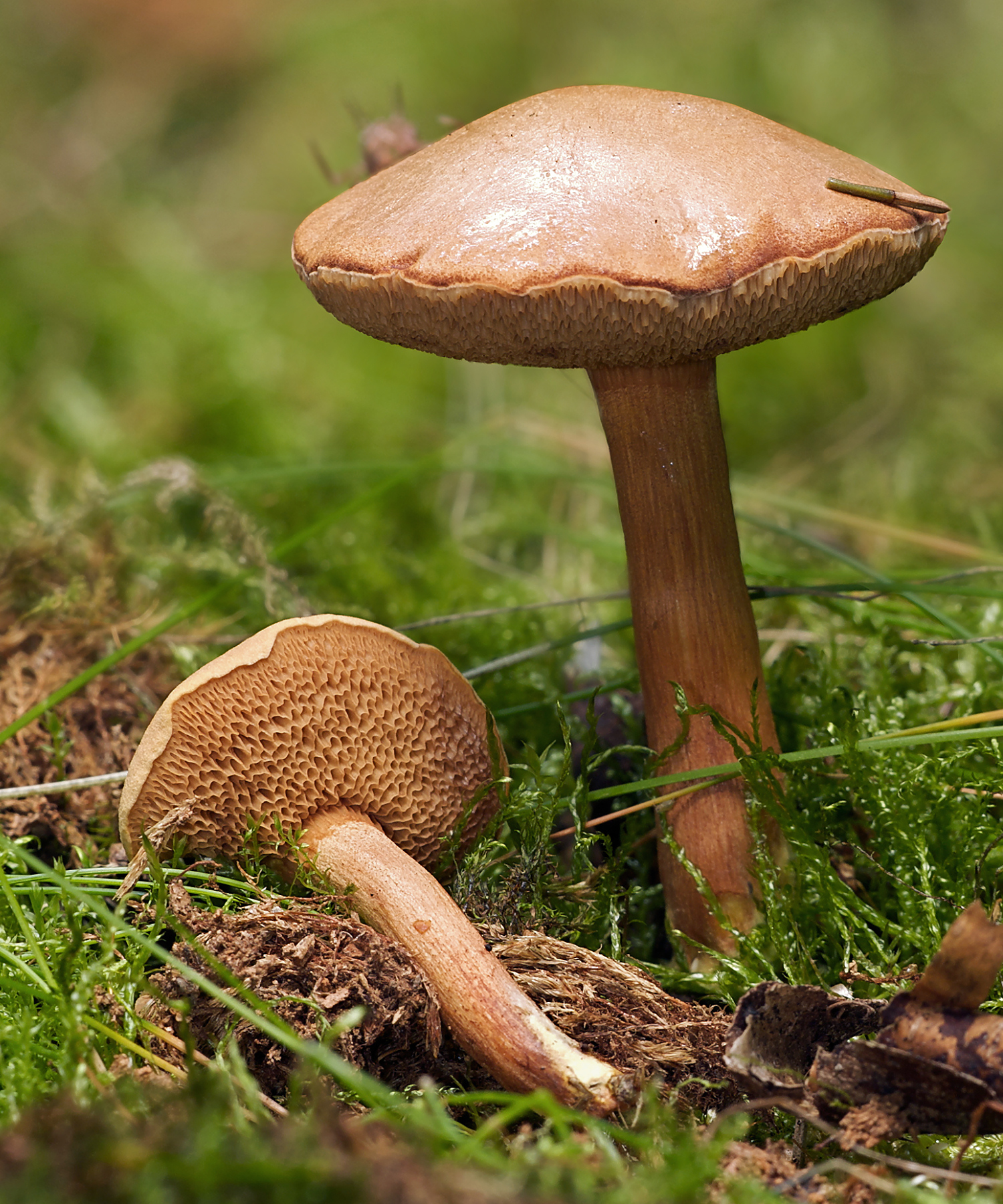
Chalciporus piperatus

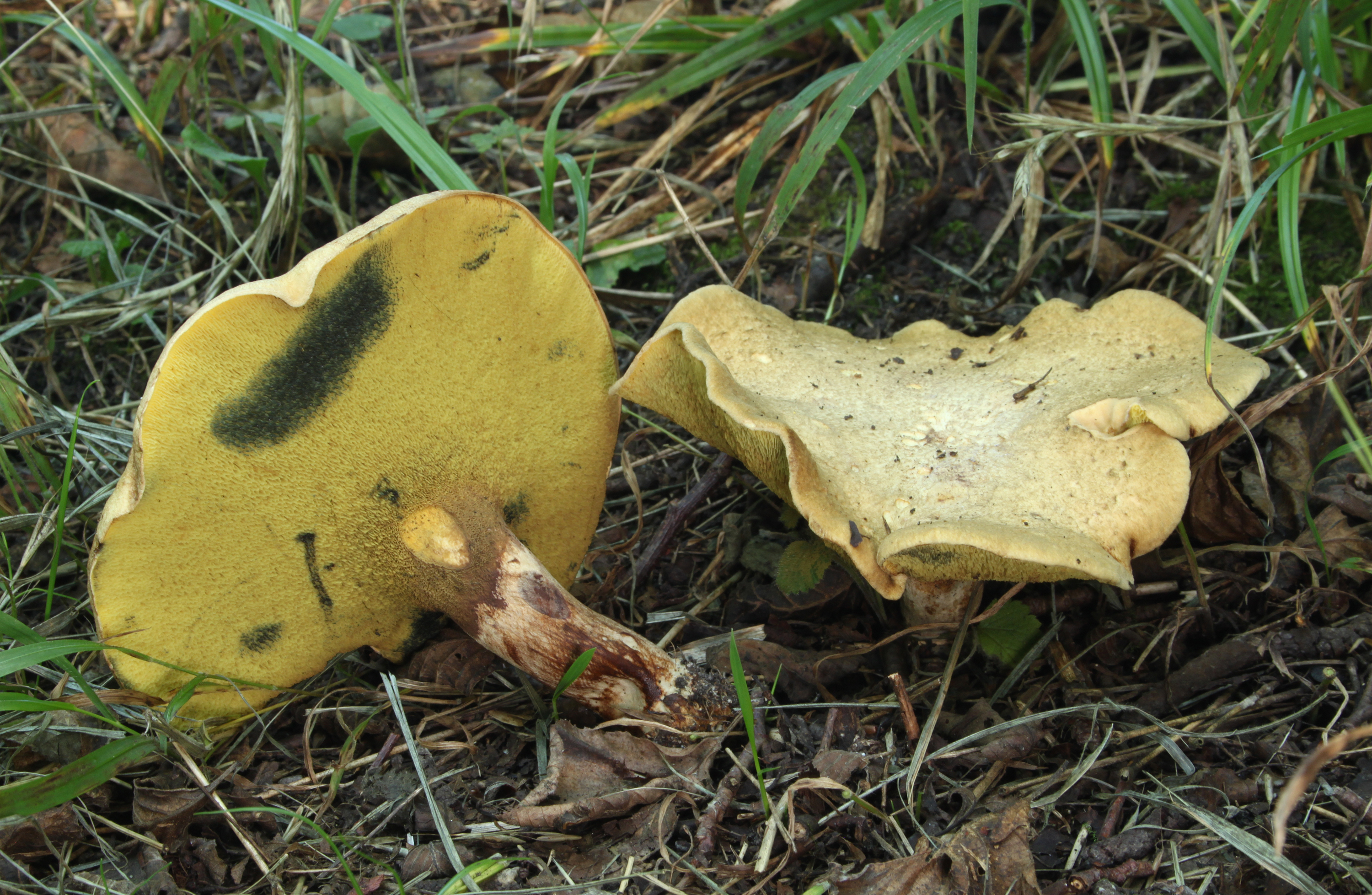
Gyrodon lividus
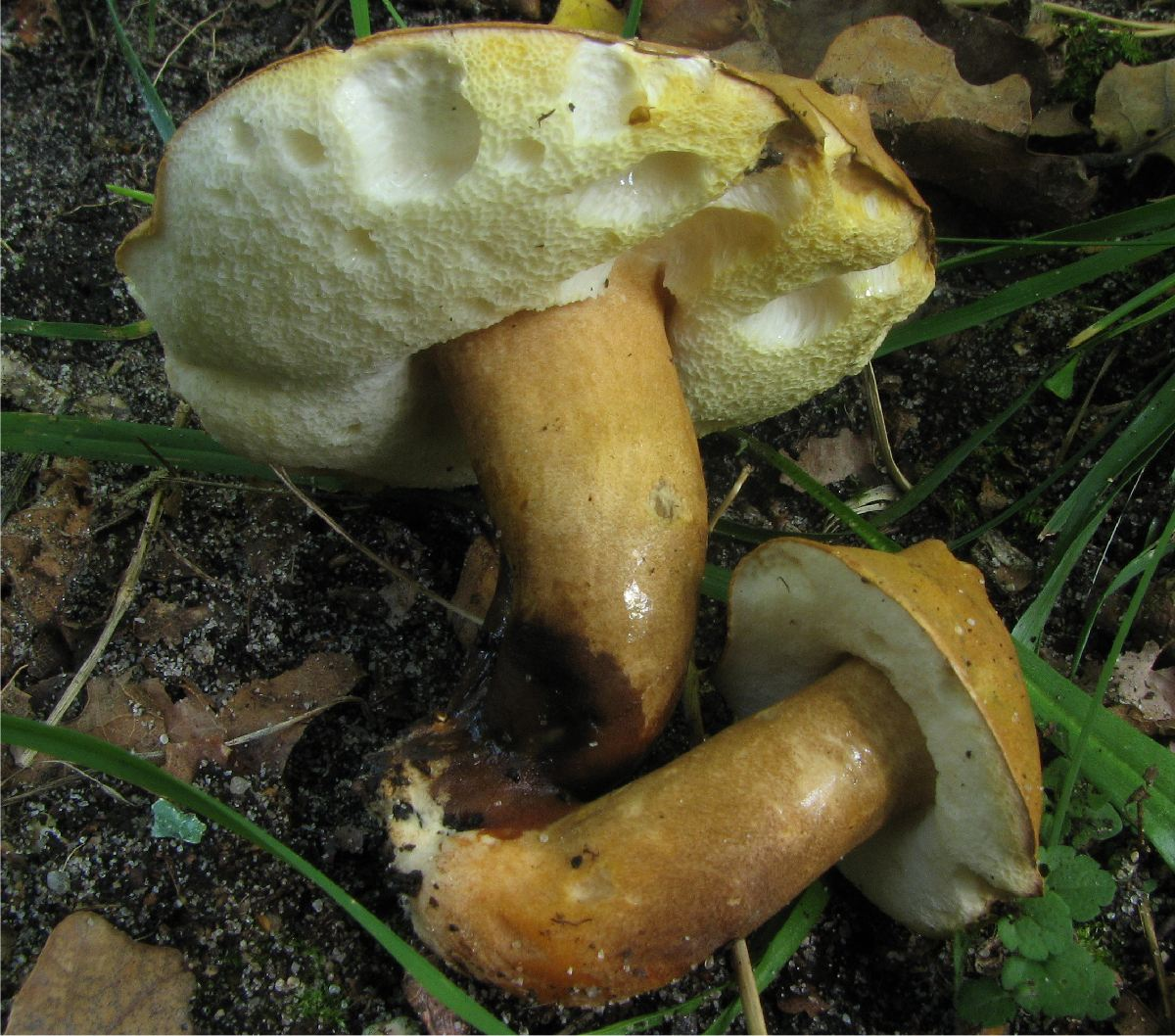
Gyroporus castaneus
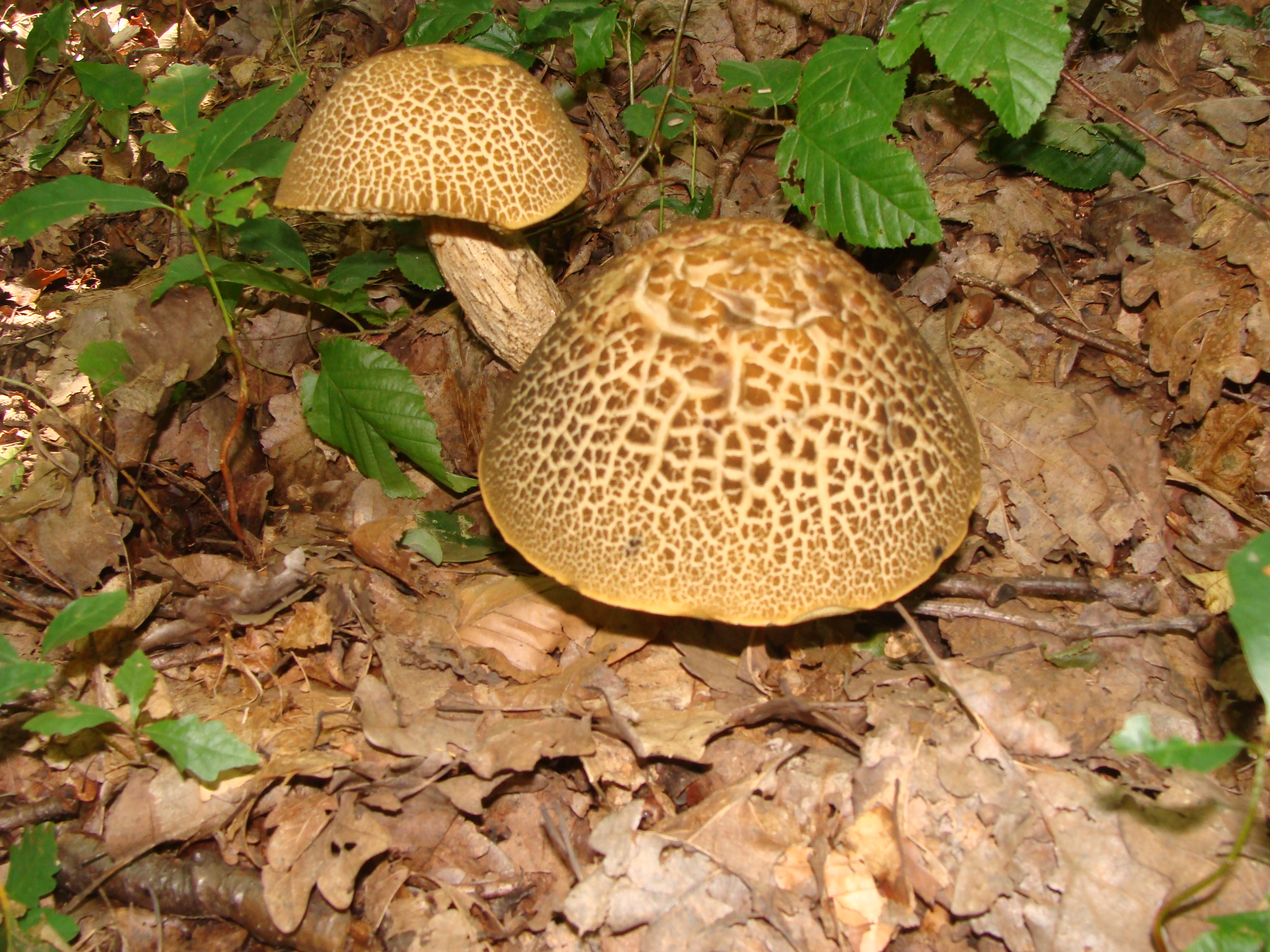
Leccinum crocipodium
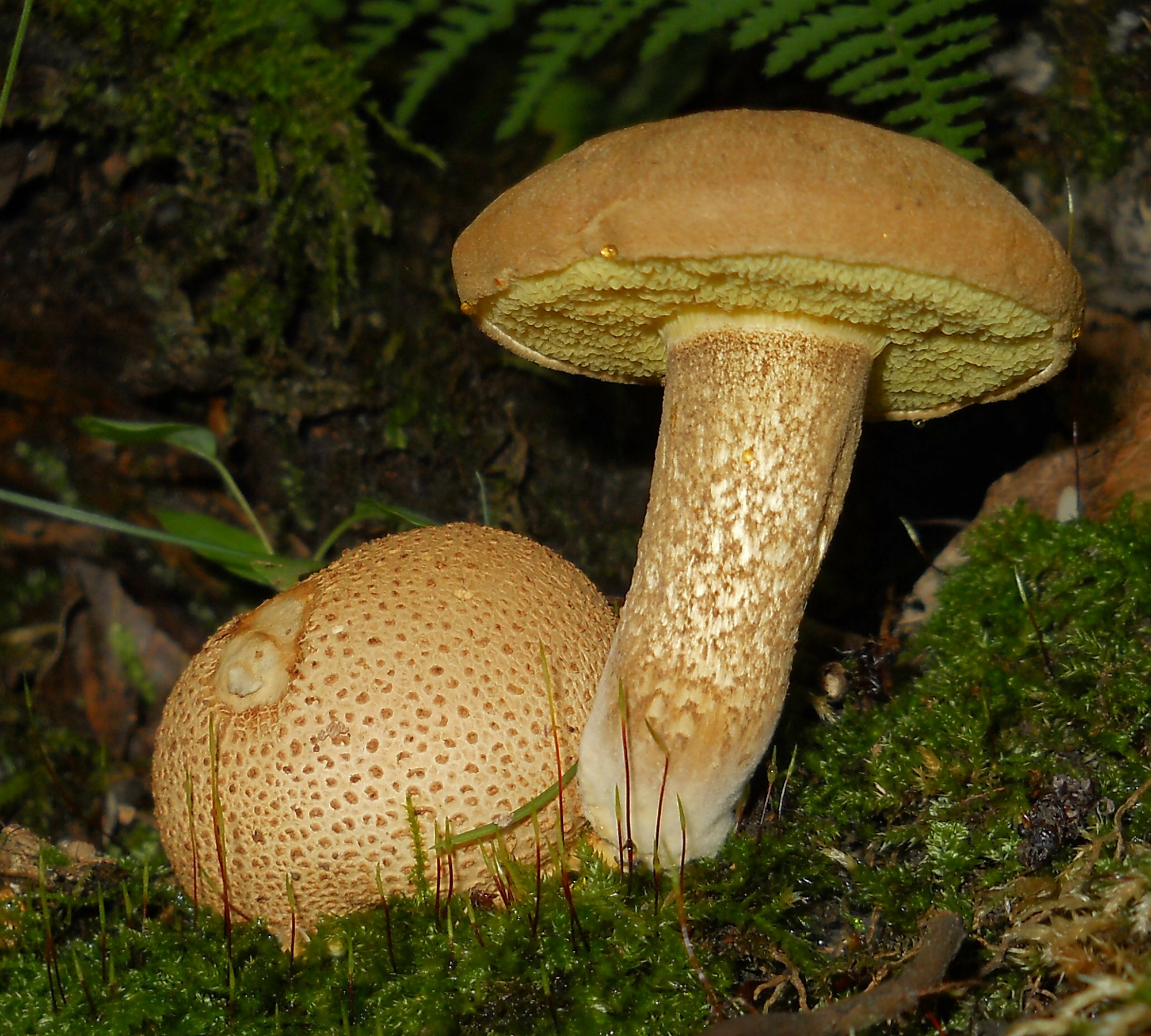
Pseudoboletus parasiticus
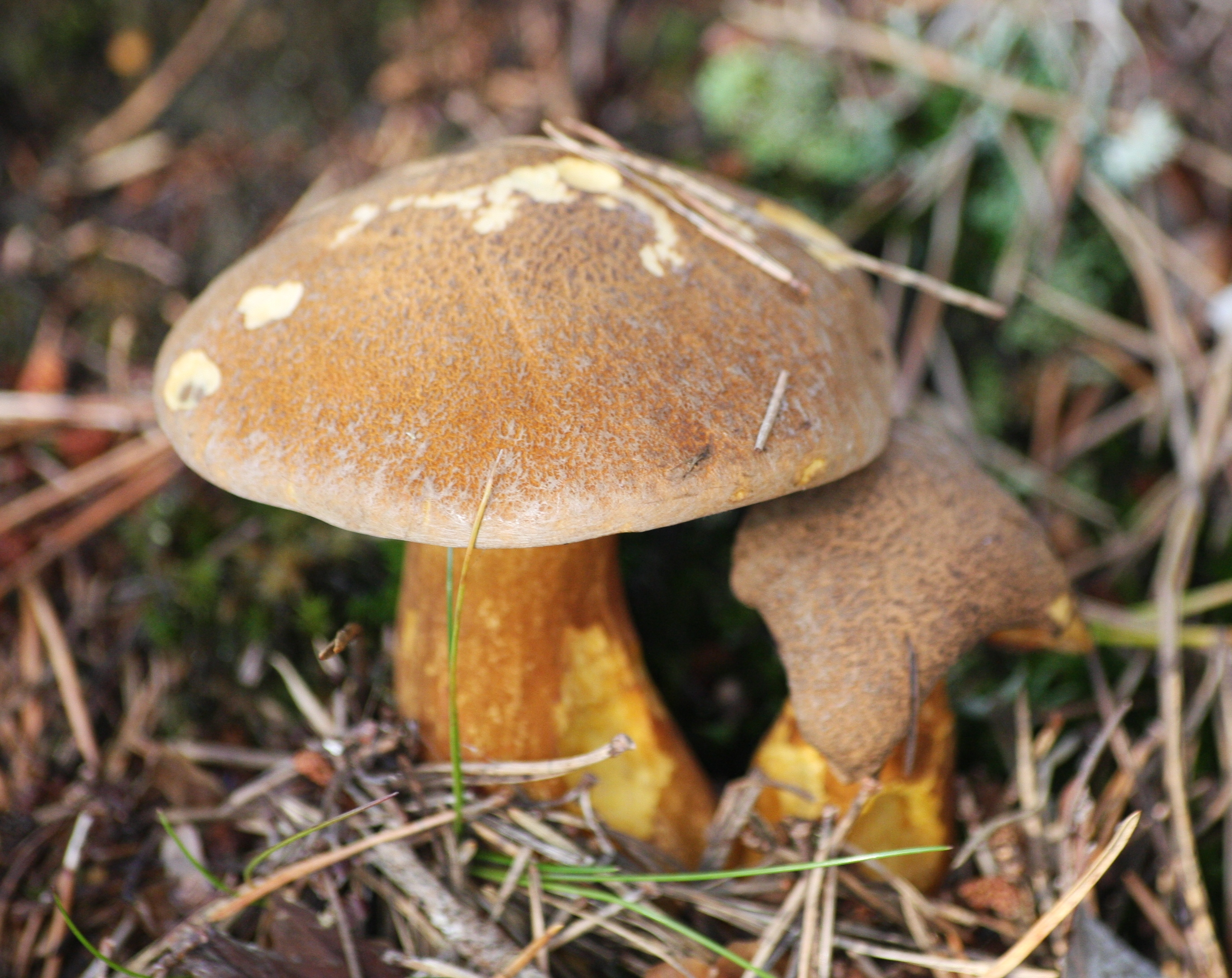
Suillus bovinus

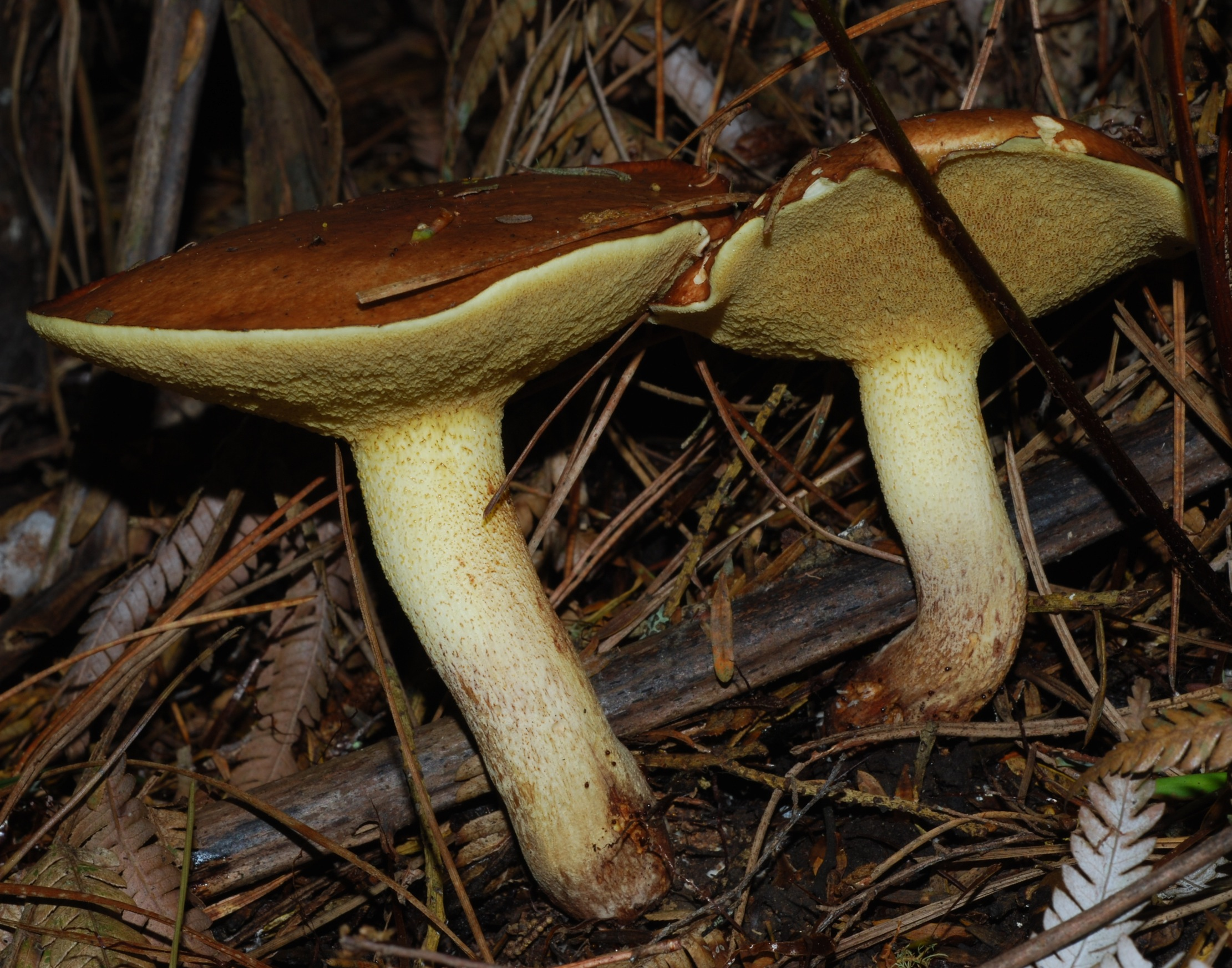
Suillus granulatus
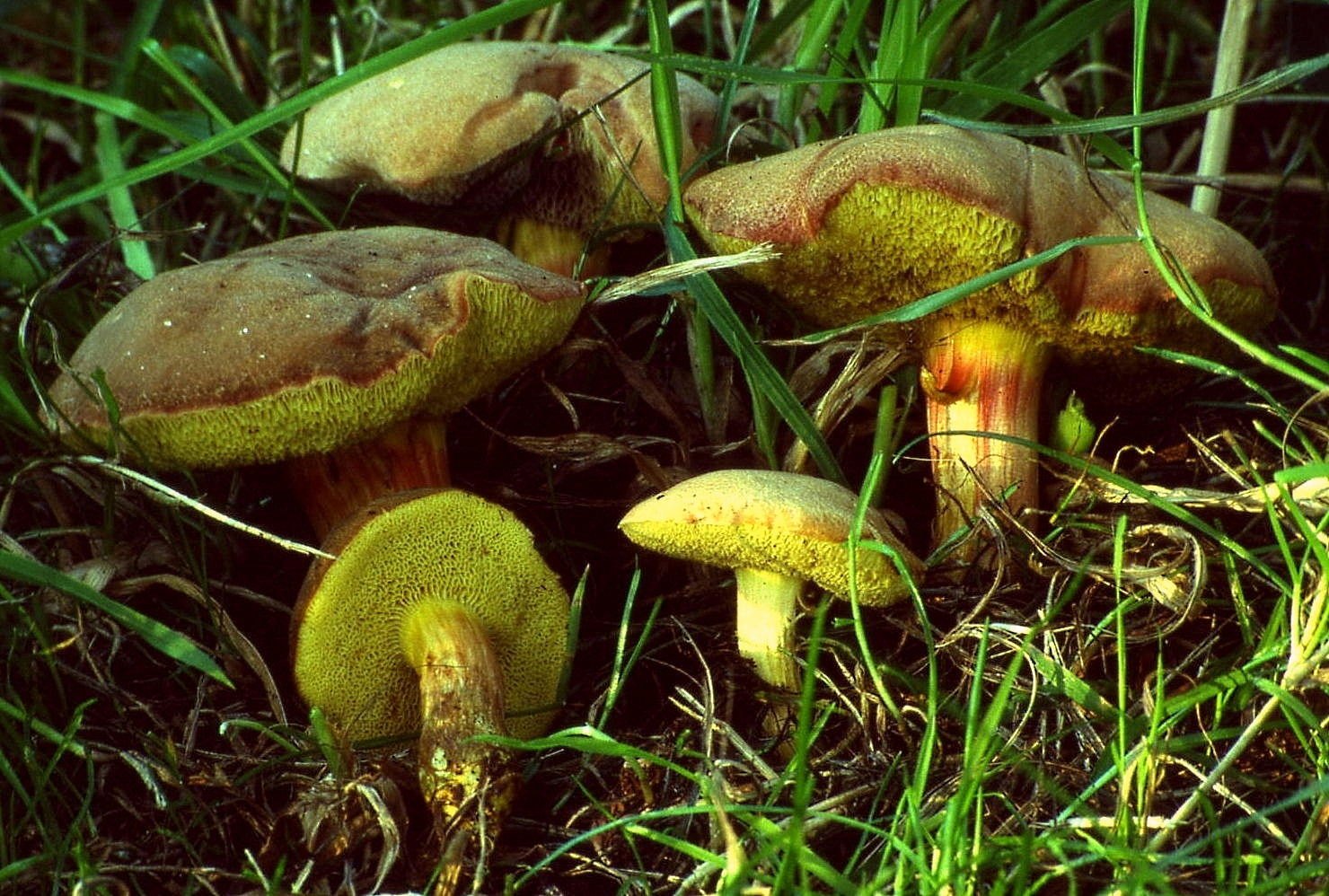
Xerocomellus chrysenteron
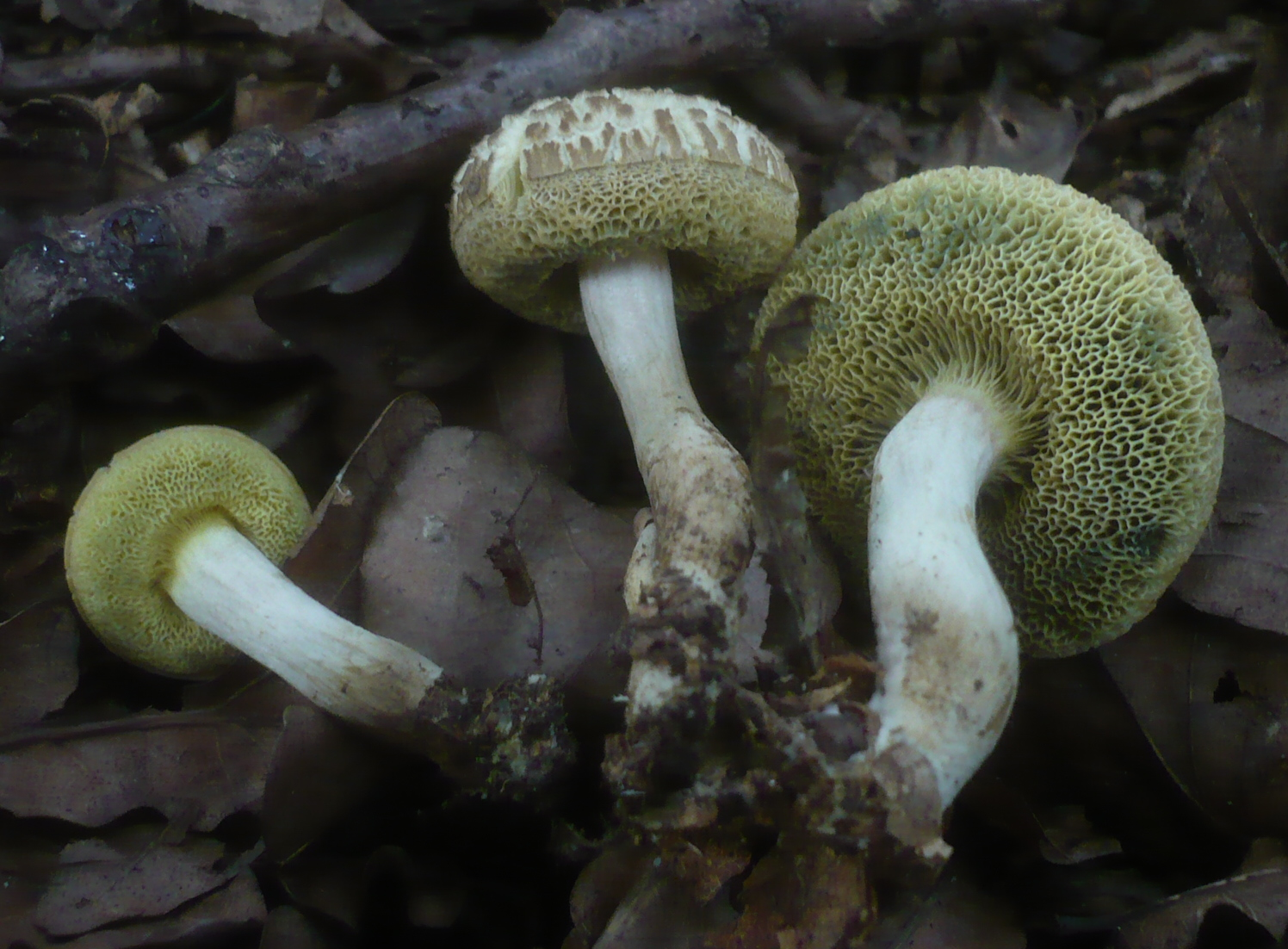
Xerocomellus porosporus
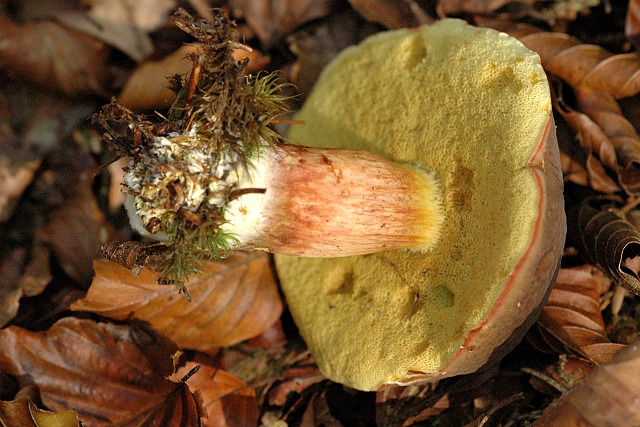
Xerocomellus pruinatus
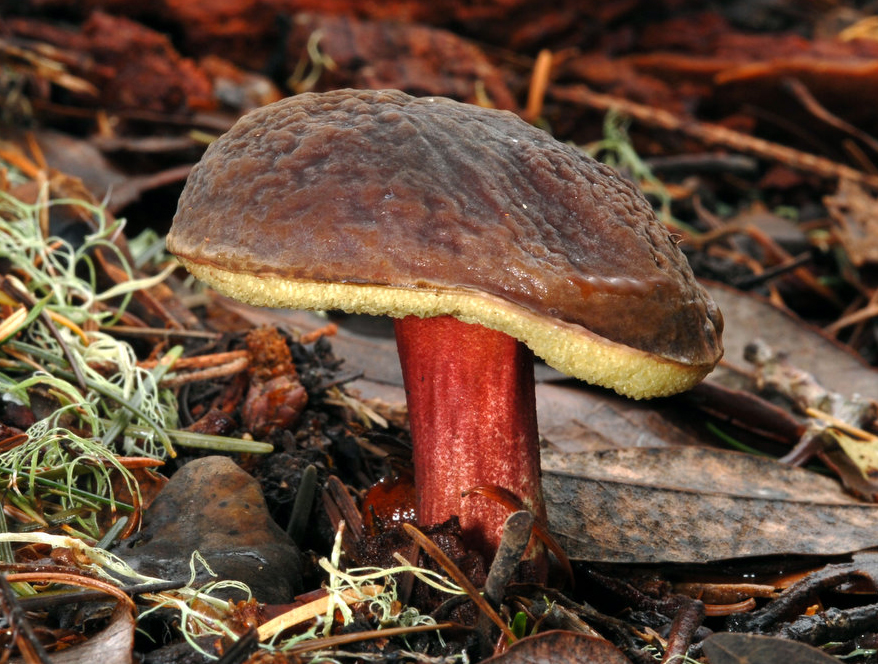
Xerocomellus zelleri

## Valorificare
Acest burete este destul de gustos. Deși ceva mai mic, el poate fi pregătit în bucătărie ca hribul murg. La exemplare mai bătrâne îndepărtați porii precum piciorul.

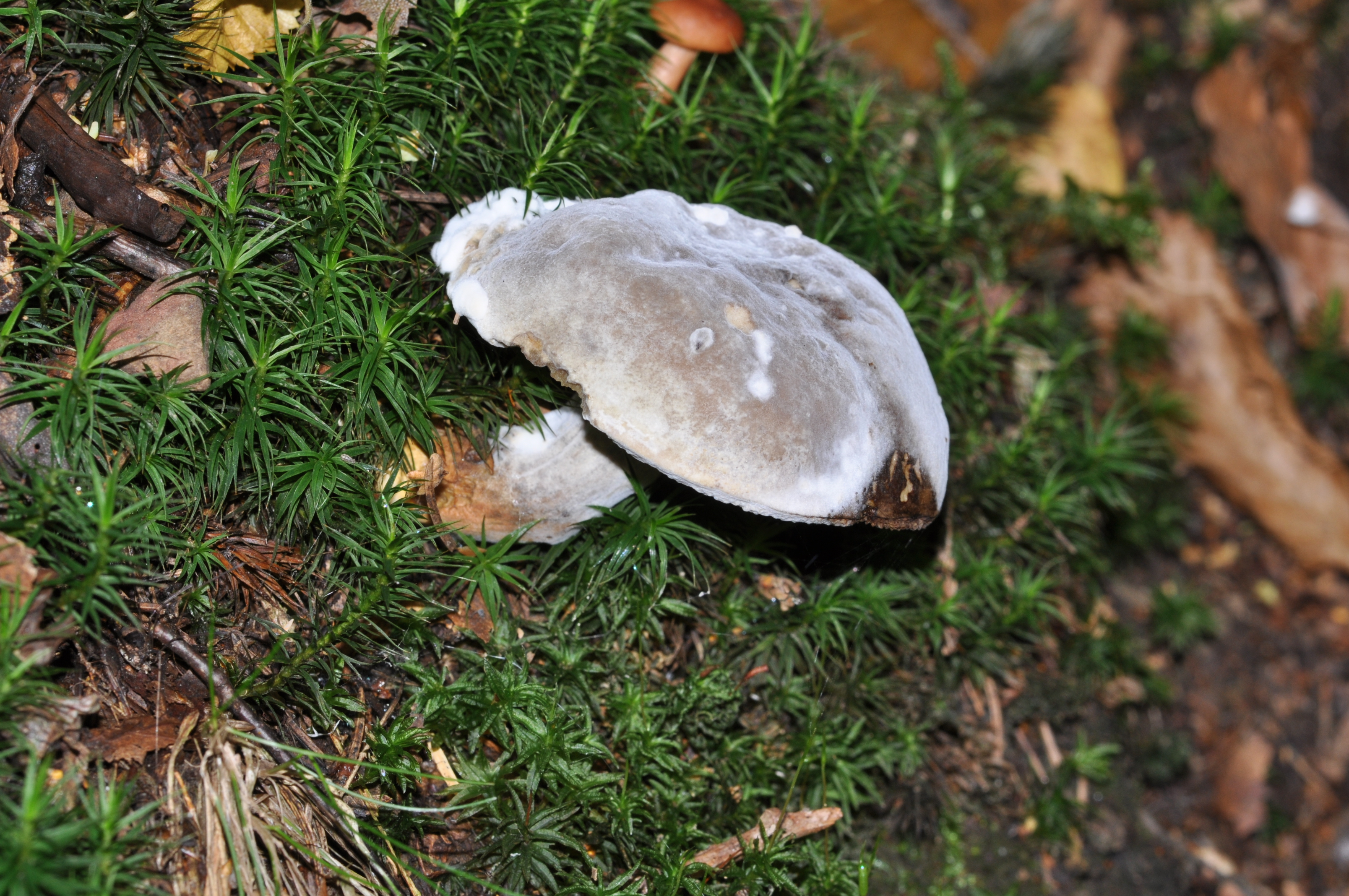
O specie infectată cu Hypomyces chrysospermus